# Чедомир Захарић
Чедомир Захарић (Ужице, 1885—Зеница,?), био је учитељ, председник општине Ужице, сенатор, учесник Балканских ратова, Првог светског рата и носилац Карађорђеве звезде са мачевима.
Рођен је 1885. године у Ужицу, у трговачкој породици, основно образовање је стекао у Кремнима, а четири разреда гимназије и учитељску школу у Ужицу. Радио је као учитељ у Мачкату, Биосци и Кремнима.
У ослободилачке ратове је отишао као резервни пешадијски поднаредник, а после битке код Битоља 1912. године, произведен је у чин Наредника. Од почетка Великог рата, у чину капетана командује четама 1. и 2. батаљона IV пешадијског пука. На Крфу је био одређен у комисију за обуку ратника новом француском пушком и припрему предстојеће офанзиве.
После рата бавио се учитељским послом, а од 1924. године радио је као чиновник у ужичкој општини и биран за њеног председника. Активно се бавио политиком и био водећи вођа радикалне странке у златиборском крају. Успешан у политици, биран је за сенатора 1938. године. 
Пред Други светски рат мобилисан је и постављен за команданта Загреба, одакле се, после пропасти државе, вратио у Ужице. Током рата није припадао ни једној организацији нити је био политички ангажован, али су га партизанске власти огласиле за народног непријатеља и сарадника окупатора. Пошто није желео да сачека партизанске јединице, напустио је Ужице и у околини је Зенице, по сазнањима породице, стрељан од стране партизанских јединица.

## Одликовања и споменице
- Златни Орден Карађорђеве звезде са мачевима
- Орден Светог Саве V реда
- Албанска споменица